# Husqvarna Motorcycles

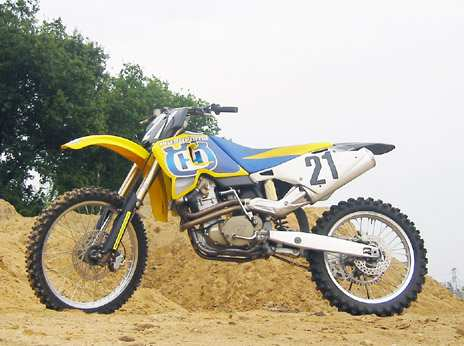
Husqvarna TC610 (Cagiva)

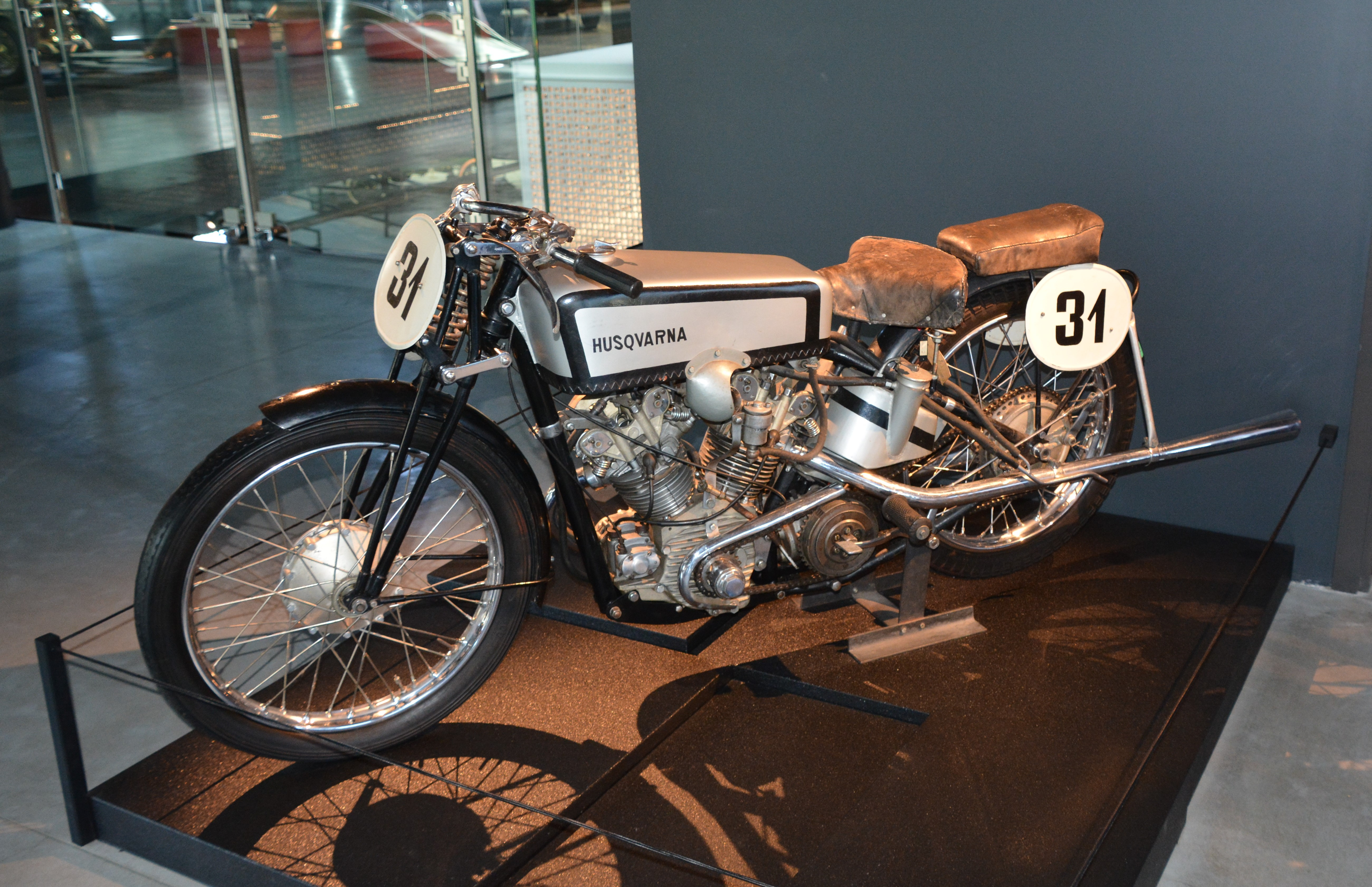
Husqvarna tävlingsmotorcykel 500 cc från 1935 på Rigas motormuseum

Husqvarna Motorcycles GmbH är ett motorcykelmärke som 1903-1986 ingick i Husqvarna. MC-märket har sedan 1986 ägts av flera företag. Sedan 2013 ingår Husqvarna i samma koncern som den österrikiska motorcykeltillverkaren KTM. 

## Historia

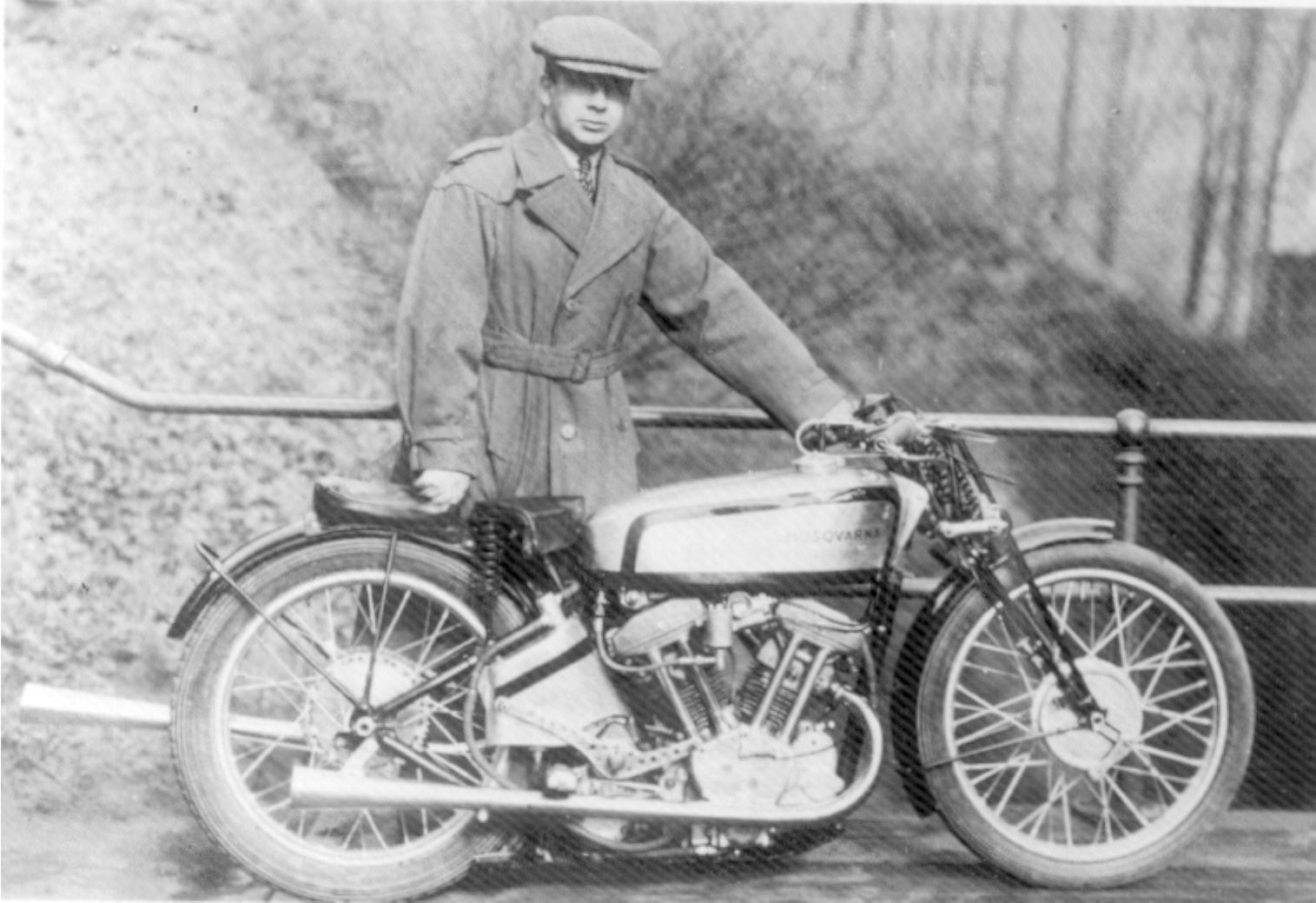
Husqvarna 500 cc racer tillverkad 1935

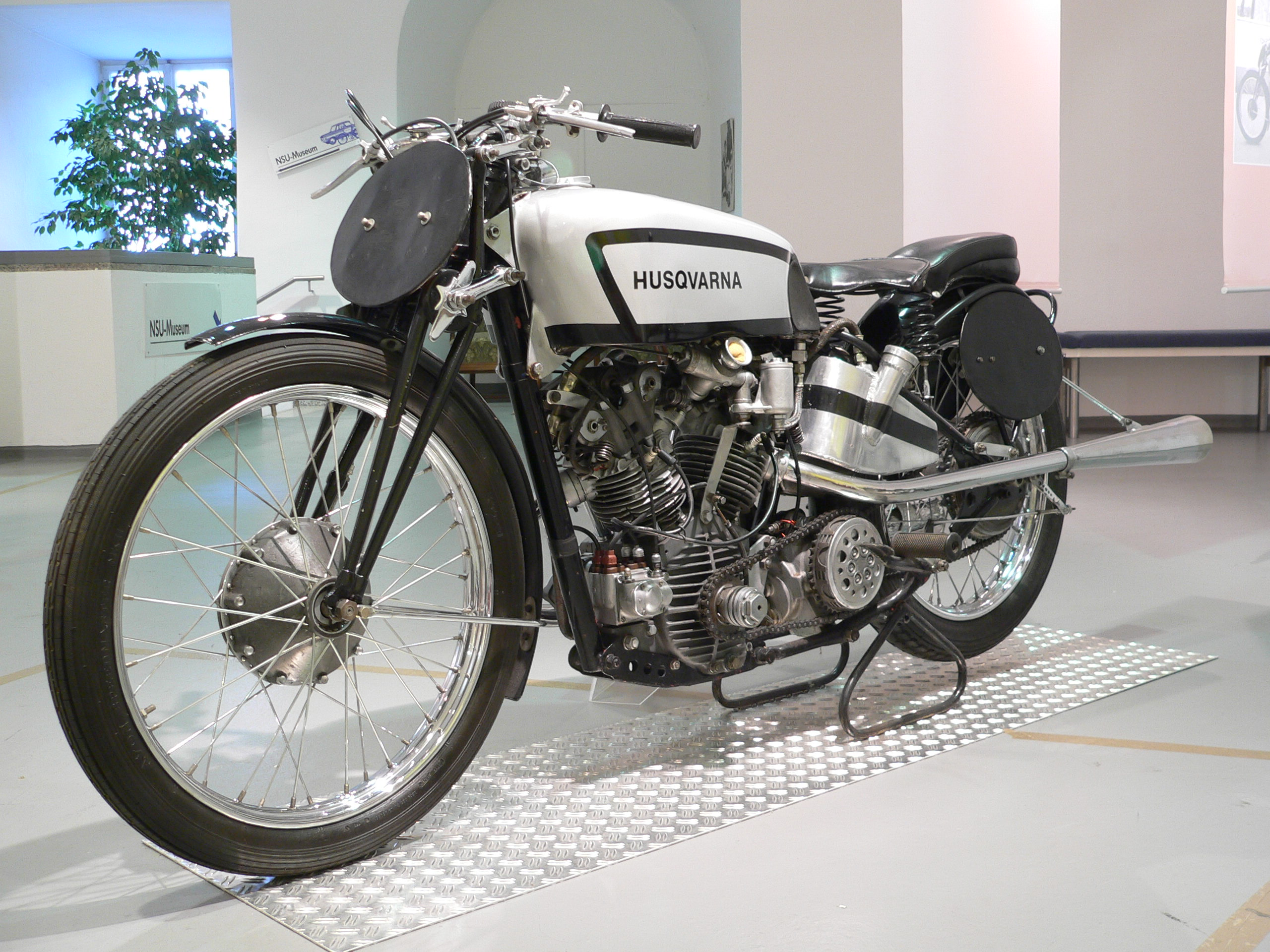
Husqvarna

Husqvarna byggde sin första motorcykel 1903 och är ett av världens äldsta motorcykelmärken tillsammans med Triumph, Royal Enfield och Harley-Davidson. 1916 vann man för först gången Novemberkåsan. Husqvarnas historia på tävlingsbanorna inleddes redan 1922, bland annat tävlingarna i Strutsabacken vid pingst varje år och det härliga ljud som HVA-maskinerna åstadkom i händerna på förare som Ragge Sunnqvist, Ivar Skeppstedt, Gunnar Kalén, Rolf Gülich och staden Huskvarnas egen Bengt Håkansson.

## Motorer
Från början till och med 1906 var Husqvarnas MC utrustade med motorer från FN-motorer, 1907 NSU, 1908–1909 Moto Sache och 1910–1918 användes Moto Rêve. 1919 tillverkades den första egna motorn. Det var en 550 cm³ V-twin med sidventiler. Denna motor tillverkades ända till 1934. År 1932 premiärvisades en encylindrig toppventilmotor på 350 cc. Även JAP-motorer har använts under åren.
Från 1946 till 1959 tillverkades en 118 cc motor som monterades i olika ramar och modeller som Svartqvarnan och Rödqvarnan samt en scooter. Den modifierades lite 1957 och stoppades i ”bronspilen” eller ”blöjpilen”. 1953 kom en 175 cc motor som satt i Drömbågen, Silverpilen och, med 200 cc cylinder, i Guldpilen. Den tillverkades till 1965. 1971 tillverkades en 400 cc Cross som också baserades på ”Silverpilmotorn”.

## Modeller i urval
- Modell 65       1910       275 cc MotoReve
- Modell 610      1927      1000 cc
- Modell 25       1928       175 cc JAP
- Modell 30       1929       250 cc JAP  250 cc Racer
- Modell 160-200  1919-1934. 550 cc första egna motorn
- Modell 35       1932       350 cc Första encylindriga egna motorn
- Modell 120      1933       990 cc
- Modell 301      1938        98 cc
- Modell 24       1946-1949  118 cc Svartqvarna
- Modell 27       1950-1959  118 cc Rödqvarna
- Modell 281      1950-      175 cc Drömbågen
- Modell 32       1955-1965  123 cc Blöjpilen
- Modell 282      1955-1965  175 cc Silverpilen
- Modell 283      1957-1958  200 cc Guldpilen
- Modell 22       1940-1941  98 cc "Änglavinge"

Bland annat tillverkades automatväxlade motorcyklar till svenska försvaret MC258, 250cc och 4-växlad som var lättkörda och väl anpassade för vinterkörning med stödskidor. Motortekniken användes även i crossmotorcyklar.
Silverpilen är en välkänd modell.
Sedan Triumph likviderats 1976 kan Husqvarna sägas vara världens äldsta motorcykelmärke, även om MC-divisionen såldes till den italienska Cagiva-koncernen 1986 och varumärket Triumph återkom några år senare. Den allra sista svenskbyggda motorcykeln lämnade dock fabriken 1988. I Varese i Italien tillverkades senare motorcyklar av märket Husqvarna, en tid under märket CH Racing. Husqvarnas arv som svensk motorcykeltillverkare fördes vidare av Husaberg genom att flera av konstruktörerna från Husqvarna gick över till Husaberg.
I juni 2007 köpte BMW Motorrad motorcykelmärket Husqvarna. Kvarvarande motorcykelverksamhet torde enbart vara CH Racing. 2013 såldes Husqvarna vidare till Pierer Industries AG som också äger KTM och Husaberg. Produktionen flyttades samma år från Italien till KTM-fabriken i Mattinghofen. Husqvarnas gamla modeller lades ner och Husabergs modeller började säljas under namnet Husqvarna och Husaberg lades ner som motorcykelmärke.
2017 lanserades två nya modeller av KTM kallar Husqvarna Svartpilen och Husqvarna Vitpilen, på 400cc resp 700cc, som är ett försök att sälja motorcyklar för gatan igen.

## Mästerskapstitlar

### Motocross
- 1959 - Rolf Tibblin, European Motocross Champion, 250 cc
- 1960 - Bill Nilsson, Motocross World Champion, 500 cc
- 1962 - Rolf Tibblin, Motocross World Champion, 500 cc
- 1962 - Torsten Hallman, Motocross World Champion, 250 cc
- 1963 - Rolf Tibblin, Motocross World Champion, 500 cc
- 1963 - Torsten Hallman, Motocross World Champion, 250 cc
- 1966 - Torsten Hallman, Motocross World Champion, 250 cc
- 1967 - Torsten Hallman, Motocross World Champion, 250 cc
- 1969 - Bengt Aberg, Motocross World Champion, 500 cc
- 1970 - Bengt Aberg, Motocross World Champion, 500 cc
- 1974 - Heikki Mikkola, Motocross World Champion, 500 cc
- 1976 - Heikki Mikkola, Motocross World Champion, 250 cc
- 1979 - Håkan Carlqvist, Motocross World Champion, 250 cc
- 1993 - Jacky Martens, Motocross World Champion, 500 cc
- 1998 - Alessio Chiodi, Motocross World Champion, 125 cc
- 1999 - Alessio Chiodi, Motocross World Champion, 125 cc

### Enduro
- 1990 - 350 cc World Enduro Championship
- 1991 - 250 cc World Enduro Championship
- 1992 - 350 cc World Enduro Championship
- 1993 - 125 cc World Enduro Championship
- 1993 - 350 cc World Enduro Championship
- 1994 - 125 cc World Enduro Championship
- 1994 - 500 cc World Enduro Championship
- 1995 - 125 cc World Enduro Championship
- 1995 - 500 cc World Enduro Championship
- 1996 - 350 cc World Enduro Championship
- 1998 - 500 cc World Enduro Championship
- 1999 - 500 cc World Enduro Championship
- 2000 - 250 cc World Enduro Championship
- 2001 - 125 cc World Enduro Championship
- 2001 - 400 cc World Enduro Championship
- 2001 - 500 cc World Enduro Championship
- 2002 - 125 cc World Enduro Championship
- 2002 - 250 cc World Enduro Championship
- 2002 - 500 cc World Enduro Championship
- 2003 - 400 cc World Enduro Championship

### Supermoto
- 2005 - Gérald Delepine, SM1 World Supermoto Championship
- 2007 - Adrien Chareyre, SM1 World Supermoto Championship
- 2007 - Gérald Delepine, SM2 World Supermoto Championship
- 2008 - Adrien Chareyre, SM2 World Supermoto Championship